# Spilosoma discinigra
Spilosoma discinigra är en fjärilsart som beskrevs av Moore 1865. Spilosoma discinigra ingår i släktet Spilosoma och familjen björnspinnare. Inga underarter finns listade i Catalogue of Life.